# Nyasa-agapornis
De Nyasa-agapornis (Agapornis lilianae) is een papegaai uit het geslacht van de dwergpapegaaien.

## Verspreiding
De vogel komt voor in enkele Afrikaanse landen, namelijk Malawi, Mozambique, Tanzania, Zambia en Zimbabwe.